# کاغذ گلاسه
کاغذ گلاسه (به انگلیسی: Coated paper) نوعی کاغذ است که روکشی براق روی آن کشیده شده تا سطحی صاف و هموار پیدا کند و مقاوت بیشتری داشته باشد. این کاغذ به علت جذب یکنواخت جوهر، در چاپ استفادهٔ زیادی دارد. از موارد استفادهٔ آن می‌تواند به کتاب‌های عکس‌دار، مجله‌ها، روزنامه، کارت بانکی و غیره اشاره کرد. درکاغذ گلاسه نیز از نشاسته و پلاستیک استفاده می‌شود، زیرا نشاسته برای هموار شدن ان و جذب جوهر و پلاستیک برای ضد آب بودن آن به خمیر کاغذ اضافه می‌کنند.
کاغذ گلاسه مرغوبترین نوع کاغذ است که هر چه سنگین تر باشد، یعنی گرماژ آنها بیشتر باشد کیفیت چاپ روی آنها بهتر است. معمولاً طرح های رنگی یا اعلا را روی کاغذ گلاسه چاپ می‌کنند.و کاغذ آن ضدآب است